# Clymenella enshuense
Clymenella enshuense är en ringmaskart som beskrevs av Imajima och Tokuichi Shiraki 1982. Clymenella enshuense ingår i släktet Clymenella och familjen Maldanidae. Inga underarter finns listade i Catalogue of Life.